# Азяковское сельское поселение
Азяковское сельское поселение — муниципальное образование (сельское поселение) в составе Медведевского района Марий Эл Российской Федерации.
Административный центр поселения — деревня Среднее Азяково.

## История
Азяковский сельский совет был образован в 1973 году. Статус и границы сельского поселения установлены Законом Республики Марий Эл от 18 июня 2004 года № 15-З «О статусе, границах и составе муниципальных районов, городских округов в Республике Марий Эл».

## Население
| 2010  | 2011  | 2012  | 2013  | 2014  | 2015  | 2016  |
| ----- | ----- | ----- | ----- | ----- | ----- | ----- |
| 1915  | ↗1919 | ↗1929 | ↘1892 | ↘1853 | ↘1848 | ↘1817 |
| 2017  | 2018  | 2019  | 2020  | 2021  | 2023  |       |
| ↗1836 | ↘1810 | ↘1796 | ↗1801 | ↘1584 | ↘1536 |       |

## Состав сельского поселения
В состав сельского поселения входят 8 деревень и 3 посёлка:
| №  | Населённый пункт       | Тип населённого пункта          | Население |
| -- | ---------------------- | ------------------------------- | --------- |
| 1  | Большие Шапы           | деревня                         | ↘40       |
| 2  | Верхнее Азяково        | деревня                         | ↘145      |
| 3  | Кучки                  | деревня                         | ↘69       |
| 4  | Кучкинское Лесничество | посёлок                         | ↘10       |
| 5  | Малые Шапы             | деревня                         | ↘86       |
| 6  | Нижнее Азяково         | деревня                         | ↘31       |
| 7  | Соболевский            | посёлок                         | ↘150      |
| 8  | Среднее Азяково        | деревня, административный центр | ↘701      |
| 9  | Старожильск            | посёлок                         | ↘103      |
| 10 | Шапы                   | деревня                         | ↘150      |
| 11 | Шеклянур               | деревня                         | ↘308      |